# Antonio Pessagno
Sir Antonio Pessagno (* um 1280; † nach 1334) war ein aus Italien stammender Kaufmann. Er ist vor allem durch seine Tätigkeit als Finanzier des englischen Königs Eduard II. sowie durch seine Tätigkeit in Frankreich bekannt. Von 1312 bis 1319 war er der Hauptfinanzier der Regierung des englischen Königs, dem er während dieser Zeit auch als Ratgeber, Diplomat und Seneschall der Gascogne diente.

## Herkunft
Antonio Pessagno stammte aus Genua, wo seine Familie schon lange der städtischen Oberschicht angehörte. Sein Bruder Manuel wurde 1317 das Erbamt des Admirals von Portugal verliehen. Antonio Pessagno war mit Leona Fieschi verheiratet, die der Familie Fieschi, einer der einflussreichsten Adelsfamilien aus Genua entstammte.

## Aufstieg zum Kaufmann des englischen Königs
Pessagno wird erstmals 1306 oder 1307 als einer der ausländischen Kaufleute erwähnt, die Wolle aus England exportierten. Vor 1311 beschaffte er Gewürze für den englischen Königshof. 1311 untersuchte das englische Schatzamt, wie viel ausländisches Geld in England im Besitz von ausländischen Kaufleuten war. Dabei besaß Pessagno mit 12.000 Florin (umgerechnet etwa £ 2000) mehr Geld als jeder andere Italiener in England. Bis zu diesem Zeitpunkt war die Familie Frescobaldi aus Florenz Hauptschuldner der Regierung von König Eduard II. gewesen. Nachdem der König durch eine Adelsopposition jedoch starke Einschränkungen hinnehmen musste, die in den sogenannten Ordinances festgelegt wurden, konnte der König seine finanziellen Verpflichtungen gegenüber den Frescobaldi nicht mehr erfüllen. Die Familie Frescobaldi ging wenig später quasi bankrott. Trotz der Warnungen von Giovanni Frescobaldi lieh nun Pessagno, allerdings zunächst in geringem Maßstab, dem englischen König Geld. Seine Herkunft aus einer angesehenen genuesischen Patrizierfamilie und seine Fähigkeiten als Seefahrer machten ihn für den englischen Königshof akzeptabel, so dass er am 5. April 1312 offiziell als Kaufmann des Königs bezeichnet wurde. Zu diesem Zeitpunkt hatte er dem König bereits mindestens £ 2086 geliehen.

## Wichtigster Kreditgeber des englischen Königs
In den nächsten Jahren lieh Pessagno dem englischen König weiter große Summen. Dazu finanzierte er die Beschaffung von Gütern sowohl für den königlichen Haushalt wie auch für den Krieg mit Schottland. Die Macht des Königs war zu dieser Zeit durch die Restriktionen der Ordinances stark eingeschränkt, so dass die hohen Kredite von Pessagno während dieser kritischen Phase der Herrschaft des Königs dessen Zahlungsfähigkeit sicherstellten. Im Mai 1313 sollte Pessagno dem König einen Kredit über £ 20.000 beschaffen. Als Eduard II. im Juni 1313 den französischen König Philipp IV. besuchte, erhielt er durch die Kontakte Pessagnos vom französischen König in Paris einen Kredit über £ 33.000. Weitere £ 13.000 organisierte Pessagno als Kredit von Enguerrand de Marigny. Diese immensen Summen dienten wahrscheinlich zur Finanzierung des Besuchs des Königs in Frankreich. Im März 1314 organisierte Pessagno die Übertragung von £ 25.000, die Papst Clemens V. dem englischen König als Darlehen gewährte. Das Geld wurde zur Finanzierung des Feldzugs des Königs nach Schottland 1314 verwendet. Pessagno organisierte für diesen Feldzug mindestens die Hälfte der Ausrüstung und Verpflegung des englischen Heeres, dazu lieh er dem König große Mengen Bargeld. Zwischen März und Juni 1314 stellte er dem König mindestens £ 21.000 zur Verfügung, doch trotz dieser ausreichenden finanziellen Unterstützung wurde das englische Heer in der Schlacht von Bannockburn entscheidend geschlagen.
Insgesamt lieh Pessagno zwischen April 1312 und Januar 1319 der englischen Krone mindestens £ 144.000, Damit lieh er mit durchschnittlich jährlich £ 20.500 der Krone in diesen sieben Jahren mehr Geld als jeder andere Kaufmann zuvor. Vermutlich stammte aber der Großteil des Kapitals, dass Pessagno verlieh, von anderen Kaufleuten aus Genua. Im November 1314 bestätigte Pessagno dem König, dass er von ihm £ 104.900 zurückerhalten hätte. Damit schuldete ihm der König zu diesem Zeitpunkt noch £ 6605. Der König dankte Pessagno mit Geschenken im Wert von mindestens £ 6782, dazu verlieh ihm der König im Oktober 1312 das alleinige Recht, das Zinn aus den Erzgruben in Cornwall und Devon aufzukaufen. In Südwestengland wurden aber gegen Pessagno so zahlreiche Vorwürfe erhoben, dass ihm dieses Monopol 1316 wieder entzogen wurde.

## Tätigkeit als königlicher Ratgeber, Diplomat und Seneschall der Gascogne
In England hatte Pessagno auch intensive Kontakte zu Londoner Kaufleuten. Da die City of London aber die Einhaltung der Ordinances befürwortete, verweigerte sie 1313 Pessagno die Ernennung zum Freeman. Am Königshof dagegen wurde Pessagno als großzügiger Finanzier schon bald geschätzt. Er stieg zum Ratgeber des Königs auf und diente diesem auch als Diplomat. Im Oktober 1313 setzte er sich zusammen mit dem Earl of Pembroke, dem Earl of Hereford und Bartholomew Badlesmere erfolgreich für die Begnadigung von Gruffudd de la Pole, einem Gefolgsmann des Earl of Lancaster ein. Im Mai 1315 begleitete er Pembroke und den Bischof von Exeter, als diese als Gesandte zum neuen französischen König Ludwig X. nach Vincennes reisten. Am 1. November 1315 wurde er vom König zum Ritter geschlagen, und am 24. November riet er zusammen mit Pembroke und William Montagu dem König, einen Waffenstillstand mit dem schottischen König Robert Bruce zu schließen. Während der großen Hungersnot von 1315 bis 1317 importierte Pessagno Getreide aus dem Mittelmeerraum, womit vor allem die Garnisonen in den Burgen an der Grenze zu Schottland versorgt wurden. Während der schottischen Invasion Irlands ab 1315 erarbeitete Pessagno einen Plan, um die Kontrolle über die Irische See zu gewinnen, wo der schottische Freibeuter Thomas Dun englische Schiffe aufbrachte. Pessagno wollte fünf große Galeeren aus Genua mit insgesamt 1000 Mann Besatzung anheuern, die im Sommer 1317 einsatzbereit sein sollten. Aufgrund der hohen Kosten wurde der Plan aber nicht verwirklicht. Im Januar 1317 reiste Pessagno zusammen mit Pembroke, Badlesmere und den Bischöfen von Norwich und Ely als Gesandter zur Kurie nach Avignon. Nachdem Pembroke auf der Rückreise gefangen genommen worden war, blieb er zusammen mit Badlesmere in Paris, um Pembrokes Freilassung zu erreichen. Wie genau Pembroke frei kam, ist nicht bekannt, doch am 23. Juni 1317 erreichten Pessagno und Badlesmere zusammen mit Pembroke wieder London.
Am 17. November 1317 ernannte der König Pessagno zum Seneschall der Gascogne, dabei ermächtigte er ihn, für die Verwaltung des Gebiets Kredite von bis zu 20.000 Mark aufzunehmen. Damit sollte er den 1314 von Clemens V. gewährten Kredit endgültig ablösen. Wie schon bei der Verwaltung des Zinnmonopols erwies sich Pessagno jedoch bei der Verwaltung der Gascogne ungeschickt. Er wurde in schwere Konflikte mit Adligen aus der Region verwickelt. Am 20. November 1318 ernannte der König William Montagu zum neuen Seneschall. Pessagno wurde aber nicht vorab über seine Amtsenthebung informiert, und Montagu sollte ihn unverzüglich nach England zurücksenden, notfalls als Gefangenen. Die Ursache für diese abrupte Amtsenthebung lag vermutlich am Streit von Pessagno mit Jourdain de l’Isle, dem führenden Adligen der Gascogne. Dabei hatte sich Pessagno wohl den einflussreichen Earl of Pembroke zum Gegner gemacht, bei dem sich der Papst 1318 zugunsten von l’Isle eingesetzt hatte. Am 16. Januar 1319 wandte sich Eduard II. selbst an den Papst und erklärte, dass Pessagno während seines letzten Besuchs bei der Kurie falsche Anschuldigungen gegenüber Pembroke erhoben hätte. Möglicherweise wurden ihm auch finanzielle Unregelmäßigkeiten bei seiner Verwaltung vorgeworfen.

## Emigration und Rückkehr unter Eduard III.
Pessagno kehrte nach seiner Amtsenthebung nach England zurück und erschien am 26. April 1319 im Schatzamt, um seine Abrechnungen vorzulegen. Er gewann zwar offenbar bis August 1319 die Gunst des Königs zurück, doch als Kreditgeber des Königs spielte er keine Rolle mehr. Diese Aufgabe hatte das Florentiner Bankhaus Bardi übernommen. Vermutlich aus Gegnerschaft zu Hugh le Despenser den Älteren und dessen Sohn Hugh le Despenser, den rücksichtslosen neuen Günstlingen des Königs reiste Pessagno vor April 1320 nach Paris und kehrte zunächst nicht mehr nach England zurück. Während des Kriegs von Saint-Sardos verdächtigte ihn Erzbischof Walter Reynolds 1324 sogar fälschlicherweise, dass er zusammen mit seinem Bruder Manuel eine Flotte für eine Invasion Englands zusammen stellen würde.
Erst nach dem Sturz von König Eduard II. und dem Sturz des Regenten Roger Mortimer 1330 kehrte Pessagno unter Eduard III. zu Weihnachten 1330 an den englischen Hof zurück, wo er als Knight Banneret behandelt wurde. Möglicherweise hatte Pessagno William Montagu, einen der engsten Freunde von Eduard III. beim Sturz von Mortimer unterstützt. Montagu sicherte ihm die Rückzahlung von £ 8141 zu, die ihm die Krone noch schuldete. 1334 diente Pessagno noch als englischer Gesandter am Papsthof in Avignon, doch sein weiteres Schicksal ist unbekannt.